# اکنون به تو می‌اندیشم، به توها می‌اندیشم
اکنون به تو می‌اندیشم، به توها می‌اندیشم مجموعه شعری است از هوشنگ ایرانی که در دی‌ماه ۱۳۳۴، در ۲۳۰ نسخه، و در ۲۴ صفحه منتشر شد.
این کتاب چهارمین و آخرین مجموعه شعر هوشنگ ایرانی است. او که در فاصلهٔ کوتاهی چندین مجموعه شعر به چاپ رسانده و جیغ بنفش او معروف خاص و عام گردیده بود، ناگهان خاموش شد و سخنی از وی نبود تا دی‌ماه ۱۳۳۴ که کتاب «اکنون به تو می‌اندیشم، به توها می‌اندیشم» را منتشر کرد.
این کتاب مجموعه‌ای شامل یک مقدمهٔ کوتاه و ده شعر بود که در ۲۳۰ نسخه منتشر شد و هیچ‌کس هیچ‌گونه سخنی دربارهٔ آن نگفت.
مقدمهٔ ایرانی بر این مجموعه در واقع نخستین مقدمه بر شعر نو عرفانی محسوب می‌شود.

## نمونه شعر
۱

اوم مانی پادمه هوم

ای تنهای جاودان

این انبوه قربانی‌ها نه برای توست

این نیاز رهروانی است که گرمای مهر را می‌جویند

همه لبخندی دیگر و پرتوی دیگر از پرتو لبخند ابدی تواند

شکوه شکفتن بر تو باد ای نیلوفر آشنائی!

شکوه شکفتن بر تو باد!

## ۲
از دشت و دریا و جنگل گذشتم که تو را بازیابم

تو را، ای زبان شعله‌ها

ای رنج کهن

بازگو اضطراب قربانی‌های بی‌شمارت را

آشکار کن سنگینی سرمایی را که از چشمان هراسان آنان نوشیدی،

به یاد آور طوفان‌هایی را که سقوط هر یک از پرستنده‌هایت بر تو فرو کوفت

بازگو، بازگو

گرمای دست‌های آشنایی را که برای آخرین بار و تنها بار فشردی

فرارو! ای غبار گمراه‌کننده

صدای قدم‌هایی را که در تو محو شدند

که گذشت قدم‌های قرن‌ها را در خود دارند، می‌شنوم.

رمز این نواست که فرارسیده صحراها را پیش می‌راند...

رازی را که در اندوه‌های خاموش مدفون است بر پرتو آن عریان نیم‌شب بنوشتی

و راه بر بیگانگان روز بربستی؟

فرارو! ای پوشش جدائی‌ها

من نیز رهرو شباهنگاهانم

و با گرمای یک خورشید بر شب جادوی تو گذر خواهم کرد.

مگریز!

این آشنای کهن در جستجوی تو، ای آزرم رانده‌شدگان، دشت‌ها و دریاها و جنگل‌ها را درنوردید

در جستجوی تو سرود چشمه‌سارها و نواهای بی‌محرم را فراگرفت...

بر بستر رویائی ابرها جای پای گذرندگانی که در رنج ریاها فروسوختند درخشان است.

در این قربانیگاه پرشکوه، چهرهٔ آن تنهای جاودان، همچنان نزدیک و آرام، بر افق می‌نگرد، و نیلوفری آبی تصویر او را بر موج‌های اقیانوس می‌گسترد.

شما، رهروان عظیم، بر خود بازگشتید و رنج‌های ناگفته را درنیافتید.

اما تو، تو ای آمدهٔ تنها...

خاموشی، خروشی پنهان،

در جرعه‌های اقیانوسی نوشیدی

و از آب فراگذشتی

و بدان‌سو قدم نهادی.

## پی‌نوشت
1. ↑  جواهری گیلانی، تاریخ تحلیلی شعر نو، ۱:‎ ۴۹۸.
2. ↑  جواهری گیلانی، تاریخ تحلیلی شعر نو، ۲:‎ ۲۵۵.
3. ↑  جواهری گیلانی، تاریخ تحلیلی شعر نو، ۲:‎ ۲۵۵.
4. ↑  جواهری گیلانی، تاریخ تحلیلی شعر نو، ۲:‎ ۲۵۵.
5. ↑  جواهری گیلانی، تاریخ تحلیلی شعر نو، ۲:‎ ۲۵۹.